# Mirande
Mirande – miejscowość i gmina we Francji, w regionie Oksytania, w departamencie Gers.
Według danych na rok 1990 gminę zamieszkiwało 3565 osób, a gęstość zaludnienia wynosiła 152 osób/km² (wśród 3020 gmin regionu Midi-Pireneje Mirande plasuje się na 90. miejscu pod względem liczby ludności, natomiast pod względem powierzchni na miejscu 456.).

## Współpraca
Miejscowość partnerska:
- Tubize, Belgia